# Johannes Kuenen
Johannes Petrus Kuenen (Leyde, 11 octobre 1866 - Leyde, 25 septembre 1922) est un physicien néerlandais.

## Biographie
Kuenen est le fils du professeur de théologie Abraham Kuenen et de sa femme Wiepkje Muurling. Son fils Philip Kuenen est professeur de géologie. De 1884 à 1889, il étudie à l'Université de Leyde, où il obtient son diplôme en 1892. Il devient professeur de physique en 1895 à l'University College, Dundee à Dundee, en Écosse, où il travaille jusqu'en 1907 ,. Pendant la plus grande partie de cette période, le Collège fait partie de l'Université de St Andrews. Pendant son séjour à Dundee, il effectue les premières expériences avec les rayons X avec le physiologiste Edward Waymouth Reid. En 1907, il est nommé professeur de physique à l'Université de Leyde. Heike Kamerlingh Onnes et Kuenen dirigent le laboratoire de physique de Kamerlingh Onnes.
Sur la base de ses travaux scientifiques, il est élu en 1911 membre de l'Académie royale néerlandaise des arts et des sciences (KNAW)  et devient membre de la Société royale néerlandaise des arts et des sciences en 1915.
Il découvre la condensation rétrograde et publie ses découvertes en 1892 dans sa thèse avec le titre " Metingen betreffende het oppervlak van Van der Waals voor mengsels van koolzuur en chloormethyl " , (Mesures sur la surface de Van der Waals pour des mélanges d'acide carbonique et de chlorure de méthyle).